# Cancionero de Turín
El Cancionero de Turín o Cancionero Musical de Turín (Turín, Biblioteca Nazionale Universitaria R.1–14) es un manuscrito musical que contiene obras polifónicas españolas de carácter profano de finales del siglo XVI y principios del siglo XVII. Son por tanto obras de transición entre el Renacimiento y el Barroco.

## El manuscrito
Como su nombre indica, el manuscrito se conserva en Turín y se encuentra bastante deteriorado. 

## Las obras
En el índice figuran 47 piezas, pero una de ellas está duplicada. Fuera del índice se encuentran otras tres piezas, dos de las cuales también están duplicadas. Por otra parte, las piezas que figuran en el índice con Nos 36 y 37, "Salte y baile" y "Mi voluntad no me dexa" son en realidad una sola cuyo título es "Por dinero baila el perro". Por tanto, el cancionero contiene en realidad 46 obras. Una de ellas es a 4 voces, 35 son a 3 voces y las 10 restantes son a 2. Las formas musicales empleadas son el villancico, la canción y el romance. 
Todas las piezas son anónimas menos una, "Sobre moradas violetas", compuesta por el guitarrista y compositor sevillano, Juan de Palomares. Sabemos que se debe a éste compositor por encontrarse la misma pieza en el Cancionero de la Sablonara. El texto de dicha obra se debe a Catalina Zamudio. Posiblemente, Palomares es el autor de algunas otras piezas del cancionero. 
Muchos de los textos de las obras están extraídos del romancero o fueron escritos por autores conocidos, como Lope de Vega, Catalina Zamudio, etc.
A continuación se da una descripción detallada de las obras que componen el cancionero. Los códigos de la columna de "Concordancias" con otros manuscritos y fragmentos se especifican más abajo. Los de la columna de "Grabaciones" se especifican en la sección de "Discografía".
| N.º | Obra                                      | Voces | Género musical | Concordancias | Grabaciones | Comentarios |
| --- | ----------------------------------------- | ----- | -------------- | ------------- | ----------- | --- |
| 1   | Por la puente, Juana                      | 3     | Romance        |               | FIC         | Su estribillo se halla en varias recopilaciones del siglo XVII. Este romance también da nombre a una comedia de Lope de Vega |
| 2   | Ay, malogrados pensamientos míos          | 2     | Canción        |               | FIC         | |
| 3   | Ya no soy quien ser solía                 | 3     |                |               |             | |
| 4   | ¿Qué es esto pensamiento?                 | 3     |                |               |             | |
| 5   | A la gineta y vestido                     | 2     |                |               |             | |
| 6   | Adiós esperanças                          | 3     | Villancico     |               | FIC         | |
| 7   | Al enredador, vecinas                     | 3     |                |               | FIC         | |
| 8   | Ay suspiros                               | 3     |                |               |             | |
| 9   | Aquí ho hay que esperar                   | 3     |                |               |             | |
| 10  | Ay, amargas soledades                     | 2     | Romance        |               | CLA, FIC    | Texto: Lope de Vega |
| 11  | Volved pensamiento mío                    | 3     |                |               |             | |
| 12  | Bella pastorcica                          | 3     | Villancico     |               | FIC         | |
| 13  | ¿Cómo puede temer daño?                   | 3     |                |               |             | |
| 14  | Con çiertas desconfianças                 | 3     |                |               |             | |
| 15  | Cómo retumban los remos                   | 3     |                |               |             | |
| 16  | De pechos sobre una peña                  | 3     |                |               |             | |
| 17  | ¿Dónde estás, señora mía?                 | 3     | Romance        |               | PMA, FIC    | Se le conoce como el Romance del marqués de Mantua y es citado en el Quijote. |
| 18  | Desdichada la dama                        | 2     |                |               | FIC         | |
| 19  | De los álamos vengo                       | 3     |                |               |             | |
| 20  | En esta larga ausencia                    | 2     |                |               |             | |
| 21  | Fuego de Dios                             | 2     | Romance        |               | FIC         | Este romance inspiró una comedia de Calderón de la Barca |
| 22  | Gavilán que andáis de noche               | 3     | Villancico     |               | FIC         | |
| 23  | La ocasión del mal que siento             | 3     |                |               |             | |
| 24  | Madre, la mi madre                        | 5/3   |                |               | PMA, FIC    | Su texto aparece con algunas variantes en obras de Lope de Vega, Calderón de la Barca o Cervantes (El celoso extremeño). El compositor Pedro Ruimonte utilizó una de estas variantes en la pieza que aparece en el Parnaso Español de madrigales y villancicos. |
| 25  | La morena graciosa                        | 3     |                |               |             | |
| 26  | En el campo florido                       | 3     |                |               |             | |
| 27  | Río de Sevilla                            | 3     |                |               |             | |
| 28  | = No 4                                    | 3     |                |               |             | |
| 29  | Mal haya, quien s'enamora                 | 3     |                |               |             | |
| 30  | No me lo pregunte, madre                  | 3     |                |               |             | |
| 31  | No paséis, el caballero                   | 3     |                |               |             | |
| 32  | No puedo en tus ojos bellos               | 2     | Villancico     |               | FIC         | |
| 33  | No quiero contar mi pena                  | 4     |                |               |             | |
| 34  | Ojos no lloréis                           | 3     |                |               |             | |
| 35  | Horas tristes y amargas                   | 3     |                |               |             | |
| 36  | Salte y baile (Por dinero baila el perro) | 3     | Villancico     |               | FIC         | |
| 37  | Señora, después que os vi                 | 3     |                |               |             | |
| 38  | Vay os amores                             | 2     | Villancico     |               | FIC         | |
| 39  | Sobre moradas violetas                    | 3     | Romance        | SAB           | FIC         | Compositor: Juan de Palomar Texto: Catalina Zamudio |
| 40  | Otras veces m'avéis visto                 | 3     |                |               |             | |
| 41  | Mi querido es ido al monte                | 3     |                |               |             | |
| 42  | Puse mis cabellos                         | 3     |                |               |             | |
| 43  | Pensamiento, pues dizen                   | 3     | Canción        |               | FIC         | |
| 44  | Era la noche más fría                     | 3     |                |               |             | |
| 45  | Blanda la mano                            | 2     |                |               |             | |
| 46  | No lloréis casada                         | 2     | Villancico     |               | FIC         | Es un villancico sobre el tema de la mal maridada, de origen francés y provenzal. |
| 47  | = No 12                                   | 3     |                |               |             | |
| 48  | En el más soberbio monte                  | 3     |                |               |             | |
| 49  | = No 16                                   | 3     |                |               |             | |

Concordancias con otros manuscritos:
- SAB - Múnich, Bayerische Staatsbibliothek, Mus. Ms. E.200 (Cancionero de la Sablonara).

## Discografía
- 1982/1990 - [PMA] Música en la obra de Cervantes. Pro Música Antiqua de Madrid. Miguel Ángel Tallante. MEC 1028 CD
- 2002 - [CLA] Canciones de amor y de guerra. Clarincanto. Pneuma
- 2005 - [FIC] Cancionero de Turín. Música Ficta. Raúl Mallavibarrena. Enchiriadis EN 2013.